# سرماسوزک

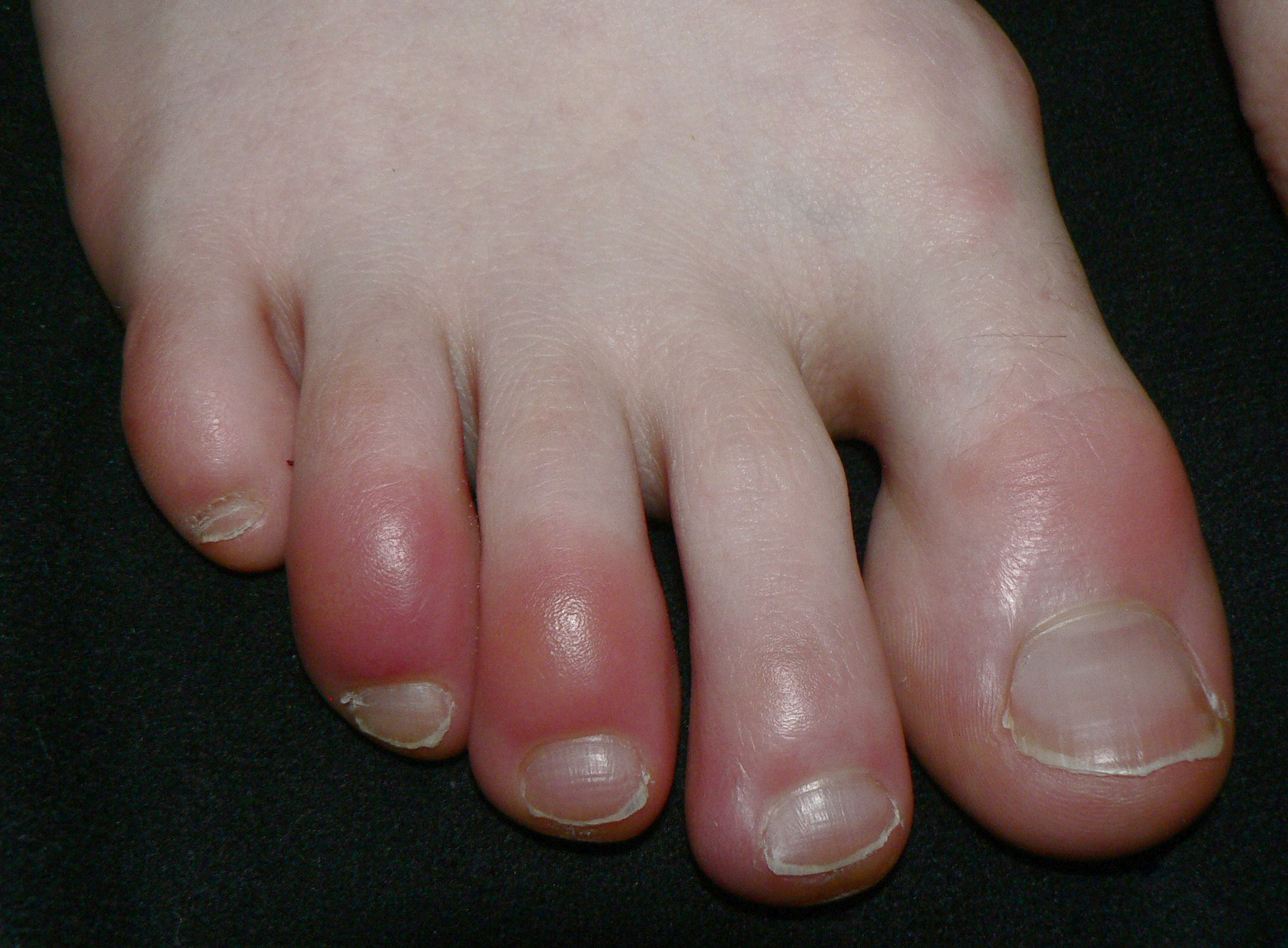
آماس انگشتان پا به علت سرماسوزگ

سَرماسوزَک آماس دردناک بر روی نوک انگشتان دست و پا و لاله گوش‌ها در اثر یخ‌زدگی است.
سرماسوزک زمانی رخ می‌دهد که بدن شخص مستعد، به مدت طولانی در معرض سرما و رطوبت قرار بگیرد.
سرما به بسترهای مویرگی در پوست آسیب می‌زند و این به نوبه خود باعث سرخی، خارش، تاول و تورم می‌شود.
سرماسوزک معمولاً نشانهٔ مشخصی برای بیماری ویژه‌ای به دست نمی‌دهد ولی از آن‌جا که می‌تواند نمودی از وضعیت جدی پزشکی باشد نیازمند معاینه و بررسی جدی است.
با گرم نگاه داشتن دست‌ها و پاها در هوای سرد می‌توان از سرماسوزک پیشگیری کرد. توقف استعمال دخانیات و مراجعه به پوست‌پزشک از توصیه‌های عمومی برای سرماسوزک است.